# Omicidio di Sebastiano Vinci

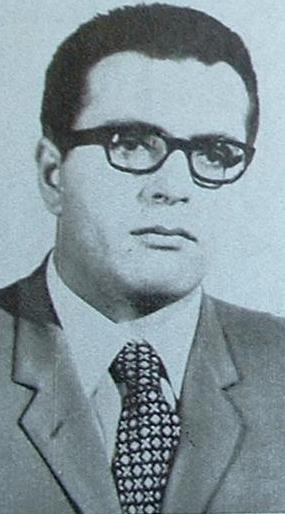
Sebastiano Vinci

L'omicidio di Sebastiano Vinci venne commesso a Roma il 19 giugno 1981; la vittima era un poliziotto italiano; venne rivendicato dall'organizzazione terroristica delle Brigate Rosse "Colonna 28 Marzo" e successivamente anche dai Nuclei Armati Comunisti Rivoluzionari.

## Storia
La vittima era un vicequestore di servizio a Roma, commissariato di Primavalle, e venne assassinato da un commando terroristico composto da tre uomini e una donna che tesero un agguato al funzionario fermo in auto al semaforo di una strada di Roma il quale, colpito da vari proiettili, morì poco dopo al policlinico "Gemelli". Il suo autista, l'agente Pacifico Votto, venne ferito gravemente e subì varie operazioni chirurgiche. L'attentato venne rivendicato delle Brigate Rosse "Colonna 28 Marzo" e successivamente anche dai Nuclei Armati Comunisti Rivoluzionari.
Una componente del commando, Marina Petrella, fu arrestata nel dicembre 1982 dopo uno scontro a fuoco con i carabinieri a bordo di un autobus romano e fu condannata all'ergastolo; fuggì poi in Francia, dove fu protetta dalla Dottrina Mitterrand.